# Hal Geer
Hal Geer, született Harold Eugene Geer (Oronogo, Missouri, 1916. szeptember 13. – Simi Valley, Kalifornia, 2017. január 26.) amerikai filmproducer.

## Filmjei
- Tapsi Hapsi – Húsvéti különkiadás (Bugs Bunny's Easter Special) (1977)
- Bugs Bunny in Space (1977)
- Tapsi Hapsi – Szellemek napja (Bugs Bunny's Howl-oween Special) (1977)
- The Bugs Bunny/Road Runner Show (1978)
- How Bugs Bunny Won the West (1978)
- Bugs Bunny's Valentine (1979)
- Tapsi Hapsi – Anyák napi különkiadás (The Bugs Bunny Mother's Day Special) (1979)
- Bugs Bunny's Thanksgiving Diet (1979)
- Tapsi Hapsi bolondos karácsonyi meséi (Bugs Bunny's Looney Christmas Tales) (1979)
- Fright Before Christmas (1979)
- Freeze Frame (1979)
- Bugs Bunny's Christmas Carol (1979)
- The Yolks on You (1980)
- The Chocolate Chase (1980)
- Daffy Flies North (1980)
- Dodó kacsa húsvéti meglepetése (Daffy Duck's Easter Show) (1980)
- Tapsi Hapsi – Bűnügyi különkiadás (The Bugs Bunny Mystery Special) (1980)
- Daffy Duck's Thanks-for-Giving Special (1980)
- Bugs Bunny: All American Hero (1981)
- A bolondos, bolondos, bolondos Tapsi Hapsi mozifilm (Looney, Looney, Looney Bugs Bunny Movie) (1981)
- Bugs Bunny's Mad World of Television (1982)
- Dodó kacsa: Fantasztikus sziget (Daffy Duck's Movie: Fantastic Island) (1983)
- Bolondos dallamok (The Bugs Bunny/Looney Tunes Comedy Hour) (1985)